# Farrukh Sayfiev
Farrukh Sayfiev (sinh ngày 17 tháng 1 năm 1991) là một cầu thủ bóng đá người Uzbekistan thi đấu ở vị trí tiền vệ cho Nasaf.

## Bàn thắng quốc tế
Bàn thắng và kết quả của Uzbekistan được để trước.
| #  | Ngày               | Địa điểm                                    | Đối thủ   | Bàn thắng | Kết quả | Giải đấu                     |
| -- | ------------------ | ------------------------------------------- | --------- | --------- | ------- | ---------------------------- |
| 1. | 8 tháng 6 năm 2022 | Sân vận động Markaziy, Namangan, Uzbekistan | Sri Lanka | 3–0       | 3–0     | Vòng loại AFC Asian Cup 2023 |